# نجيب صالحة
نجيب إبراهيم صالحة (1908 - 21 فبراير 1980) رجل أعمال وسياسي لبناني. ولد في بلدة رأس المتن، تلقى في المدرسة فيها ثم هاجر إلى السودان للعمل، فأسندت إليه عدة وظائف حكومية ما لبث بعدها أن انتقل إلى المملكة العربية السعودية، حيث عين نائباً لوزير الأشغال العامة والمال السعودي. عاد إلى لبنان فانتخب نائباً عن المتن في دورة 1964. عين وزيراً للتصميم العالم في تشرين الثاني 1964 في حكومة الرئيس حسين العويني. كان رجل أعمال ناجحاً ومن أصحاب رؤوس الأموال الكبيرة. كما اشتهر لأعمال الخير ومساعدته في المشاريع الخيرية والتربوية والإنسانية.

## سيرته
ولد نجيب بن إبراهيم بن منصور بن علي بن معضاد صالحة في رأس المتن سنة 1908 وتلقى دروسه في مدرسة الفرندز في البلدة ثم هاجر إلى السودان حيث أسندت إليه تباعاً عدة وظائف حكومية ثم استقر في المملكة العربية السعودية حيث عين نائباً لوزير الأشغال العامة والمال، وفأجرى العديد من الاتفاقات البترولية بين المملكة وشركات البترول. وعاد إلى لبنان فأنتخب نائباً عن المتن سنة 1946، وانتخب عضواً في لجان المال والموازنة، والأشغال العامة، والشؤون الخارجية والأنباء. في تشرين الثاني السنة نفسها عين وزيراً للتصميم في حكومة حسين العويني.

أدار عدّة مشاريع صناعية وتجارية وسياحية مهمّة في لبنان منها شركة الفنادق الكبرى (فينيسيا وفندوم)، والشركة اللبنانية للصناعة والتجارة ليكو والشركة الشرقية للإعلام ش م ل، بالإضافة إلى إسهامه في حركة النهوض بعدة مشاريع بنكية ومشاريع للتجهيز والإنماء، ومن مآثره طريق المنصورية رأس المتن التي أنشاها من ماله الخاص، وجسر حاصبيا المتن وبعض الطرق الفرعية.

اشتهر نجيب بك أيضا لأعمال الخير، ومساعدته التي تناولت كثيراً من المشاريع الخيرية والإنسانية والتربوية.

توفي في 21 شباط 1980 في بيروت فكان له مأتم رسمي حافل ودفن في مسقط رأسه المتن. وفي 5 حزيران 2017 أطلقت بلدية رأس المتن اسم ثانوية نجيب بك صالحة الرسمية.

## حياته الشخصية
تأهل من بديعة اليافي ولهما مازن ومروان وألفت.

## وصلات خارجية
- phoeniciabeirut.com
- الفينيسيا في عيده الخمسين
- «فينيسيا» يعتزم بيع مبنى الشقق المفروشة